# Irmena Cziczikowa
Irmena Cziczikowa (bułg.: Ирмена Чичикова; ur. 22 maja 1984 w Płowdiwie) – bułgarska aktorka teatralna i filmowa, modelka.

## Życiorys
Cziczikowa urodziła się i wychowała w Płowdiwie, gdzie uczęszczała do francuskiej szkoły językowej „Antoine de Saint Exupéry” i ukończyła ją w 2003 roku. Następnie przeniosła się do Sofii i studiowała na Narodowej Akademii Sztuk Teatralnych i Filmowych im. „Krystjo Sarafowa” pod opieką profesorów: Margarity Mładenowej i Iwana Dobczewa. Studiowała także język grecki. Jej spektakle dyplomowe obejmowały Trzy siostry Antona Czechowa w reżyserii Margarity Mładenowej oraz sztukę Dakota Jordiego Galcerana w reżyserii Stiliana Petrowa. Po ukończeniu studiów w 2008 roku została niezależną aktorką.

## Kariera

### Teatr
Zadebiutowała na scenie w przedstawieniu Sztuka zamiatania rzeczy pod dywan (2008), opartym na dziele Ingmara Bergmana Sceny z życia małżeńskiego. Zagrała rolę Marianne, za którą otrzymała nominację do nagrody IKAR (2009) i nagrodę za najlepszą rolę kobiecą podczas ASKEER Theatre (2009). W 2009 roku wystąpiła w sztuce Nirvana a kolejnym występowała w Kanadzie i Francji, gdzie grała w sztuce Konstrukcja myśli wyzwolonej opartej na twórczości Eugène Ionesco. W 2012 wystąpiła w sztuce Polowanie na kaczki Aleksandra Wampiłowa Teatrze Narodowym im. Iwana Wazowa. Od swojego debiutu wystąpiła w licznych inscenizacjach i zyskała uznanie krytyków.

### Film
Na ekranie zadebiutowała w 2009 roku w filmie Wschodnie zabawy w reż. Kamena Kalewa. W 2012 roku otrzymała główną rolę w filmie Az Sam Ti, za który otrzymała uznanie krytyków i zdobyła nagrodę za główną nagrodę kobiecą na Festiwalu Bułgarskiego Filmu Fabularnego „Złota Róża”. W 2014 roku wystąpiła w filmie Viktoria w reżyserii Maji Witkowej, w którym zagrała role Borjany, matka, która urodziła dziecko bez pępowiny. Film miał swoją premierę podczas Sundance Film Festival. W 2018 roku pojawiła się w The Bra, w reżyserii Werta Helmera, oraz w Adina Pintilie’s Touch Me Not, która zdobyła Złotego Niedźwiedzia na Międzynarodowym Festiwalu Filmowym Berlinale – 68. Berlinale i nagrodę za najlepszy pierwszy film fabularny. Film jest pół-dokumentalną eksperymentalną eksploracją intymności i interakcji międzyludzkich. Występowała także w licznych sztukach i krótkich filmach. została zaproszona do międzynarodowego jury festiwalu FIFA (fr. Festival international du film d’amour de Mons), który odbędzie się w marcu 2020 roku w Mons w Belgii. Zasiądzie jury pod przewodnictwem wielokrotnie nagradzanego francuskiego aktora Sama Karmanna. obok takich gwiazd jak Jérôme Lemonnier kompozytor muzyki filmowej, Khadija Alami producentka filmowa, Nadir Moknèche reżyser filmowy i in.

### Modeling
Od 2007 roku ma równoległą karierę jako modelka, pracując szczególnie z projektantem Neilem Mitewą, a ostatnio z bułgarską agencją modelek Iwette Fashion.

## Wybrane role
- 2009: Wschodnie zabawy, tyt. oryg. Iztochni piesi
- 2010: Staklenata reka
- 2012: Az Sam Ti
- 2014: Viktoria
- 2017: Vezdesushtiyat
- 2018: Touch Me Not
- 2018: The Bra